# زودیاک اروسپیس
زودیاک اروسپیس (انگلیسی: Zodiac Aerospace) شرکت هوافضای فرانسوی است، که در سال ۱۸۹۶ توسط موریس مالت تأسیس شد.